# طوسون باشا
أحمد طوسون باشا (1794 - سبتمبر 1816) المعروف بـ«طوسون باشا» ثاني أبناء محمد علي باشا والي مصر قاد عدة حملات جهة نجد ضد الدولة السعودية الأولى.

## الحرب مع الدولة السعودية الأولى
قاد أول حملاته ضد ينبع حيث قام باحتلالها وانطلق منها في عدة محاولات لاحتلال مكة وبعد أن استطاع إخراج السعوديين من مكة أرسل مفاتيح الكعبة إلى والده محمد علي باشا غير إن بقاء قوات طوسون في مكة لم تدم فسرعان ما عادت جيوش نجد صيف 1813 لكي يخرجو طوسون وجنده منها حتى أن أقدم محمد علي باشا بنفسه مع قواته ونزل في مدينة جدة ثم قاد قواته ودخلوا مكة في 30 شعبان 1228هـ، وبعد أن أقام بمكة، مدة يسيرة، وأدى فريضة الحج عاد إلى مصر وظل طوسون باشا وجنده يقاتل أهل الجزيرة العربية وتقدم إلى منطقة نجد ولكن تراجعت قواته إلى المدينة المنورة حيث كان الدعم الذي يصلهم محدود جداً ولم تستطيع قوات طوسون باشا تحمل الحر والصحراء وقامت قوات السعوديون باسترجاع معظم المواقع في الجزيرة التي استولى عليها طوسون باشا، وعندما بلغ طوسون خبر التوترات في مصر قام بالعودة إلى ينبع ثم إلى السويس وعاد إلى القاهرة وسط احتفالاً كبيراً ثم ذهب إلى الإسكندرية حيث كان أبوه وابنه عباس بك الذي بلغ سنتين من العمر الآن في انتظاره، لم يقم طوسون باشا بالإسكندرية مدة طويلة حتى توفي فجأة في 30 سبتمبر 1816م، ودفن في القاهرة.

## وفاته
يقال أن طوسون بن محمد علي باشا كان من بين مصابي معركة تربة في شرق مدينة الطائف وهزم في المعركة التي وقعت بين الجيش الذي أرسله والده والي الدولة العثمانية وبين الدولة السعودية الأولى، وقد تم إجلائه إلى جدة للعلاج، ومن جدة إلى ميناء القصير المصري جنوب مصر على البحر الأحمر، ومات متأثراً بجراحه من معركة تربة، ولكن والده إدعى أن طوسون قد مات بالطاعون حفاظاً على ماء الوجه.
فيما قالت الكاتبة لميس جابر في رواية أخرى مخالفة عن وفاته؛ إن طوسون باشا قاد عدة حملات خارج مصر أبرزها التي قادها ضد الوهابيين في الحجاز ولكنه أصيب بمرض الطاعون خلال قيادته لأحد الحملات العسكرية وتم نقله إلى القاهرة.
وأكدت جابر أن طوسون باشا توفي قبل أن يصل إلى القاهرة ولم يستطيع أي شخص أن يخبر والده محمد علي بهذا الخبر الفظيع لذلك أبلغوه بأن ابنه مريض بالطاعون ويريد رؤيته، ومن ثم انتقل محمد علي إلى المستشفى ليجد طوسون باشا قد فارق الحياة.